# Type D-persoonlijkheid
Type D-persoonlijkheid, een begrip uit de medische psychologie, is gedefinieerd als de gelijktijdige aanwezigheid van zowel negatieve affectiviteit (bijvoorbeeld piekeren, zwaarmoedigheid, prikkelbaarheid) als sociale geremdheid (bijvoorbeeld terughoudendheid en gebrek aan zelfvertrouwen). De letter D staat voor distressed.
Mensen met een type D-persoonlijkheid hebben de neiging om in uiteenlopende omstandigheden negatieve emoties te ervaren, en tegelijkertijd deze emoties te onderdrukken in sociale situaties uit angst voor afwijzing of afkeuring. Johan Denollet, hoogleraar medische psychologie aan de Universiteit van Tilburg, is de grondlegger van dit construct. Hij ontwikkelde het type D-construct op basis van klinische observaties in hartpatiënten, empirisch bewijs, en bestaande persoonlijkheidstheorieën. De prevalentie van type D-persoonlijkheid in de algemene populatie is 21% en varieert tussen 18 en 53% in hartpatiënten.
Uit onderzoek is gebleken dat hartpatiënten met een type D-persoonlijkheid een slechtere prognose hebben na een hartinfarct dan patiënten zonder een type D-persoonlijkheid. Type D wordt geassocieerd met een viervoudig verhoogd risico op overlijden, het opnieuw doormaken van een hartaanval of het krijgen van een hartstilstand, onafhankelijk van traditionele risicofactoren, zoals ziekte-ernst.
Type D-persoonlijkheid kan gemeten worden aan de hand van een valide en betrouwbare vragenlijst, de type D-schaal (DS14), bestaande uit veertien vragen. Zeven vragen hebben betrekking op de negatieve affectiviteit, zeven vragen meten sociale geremdheid. Individuen die op beide dimensies een score van 10 of hoger hebben, worden geclassificeerd als type D. De DS14 kan klinisch worden toegepast ten behoeve van risicostratificatie bij hartpatiënten.